# فرانتس کرورات
فرانتس کرورات (آلمانی: Franz Kröwerath; ۳۰ ژوئن ۱۸۸۰ – ۲۵ دسامبر ۱۹۴۵) قایقران روئینگ اهل آلمان بود.